# Oxybiens
Les Oxybiens (gr. Ὀξύβιοι) étaient une tribu ligure vivant sur la côte méditerranéenne de la France près de Massalia (plus précisément dans l'actuel département du Var, entre Fréjus et Antibes). La frontière avec les Ligures Déciates (Δεκιῆται) se trouvant à l'ouest d'Antipolis et à l'est du Forum Julii.

## Histoire
Les Oxybiens attaquèrent Massalia en 154 avant notre ère (Polybe, Histoires, 33.7). En conséquence, leurs alliés, les Romains, envoyèrent une commission, composée de Flaminius, Popilius Lænas et Lucius Pupius. Ces derniers subirent une attaque dans la ville côtière des Oxybiens, Ægitna (Polybe, Histoires, 33.10), les Romains décidèrent d'envoyer des troupes sous les ordres du consul Quintus Opimius, qui écrasèrent les Oxybiens et les Déciates à la bataille d'Ægitna, à trois kilomètres au nord d'Antipolis (Cosson, p. 21 ; Polybe, Histoires, 33.11).